# Черекен
Черекен — село в Джабраїльському районі Азербайджану.

## Історія
У 1993 році село було захоплено збройними силами Вірменії.
4 жовтня 2020 року село було звільнене збройними силами Азербайджану внаслідок зіткнень у Карабасі.